# پنلوپه پلامر
 پنلوپه پلامر (انگلیسی: Penelope Plummer؛ زادهٔ دهه) یک مانکن (فرد) اهل استرالیا است.